# 新木津川大橋

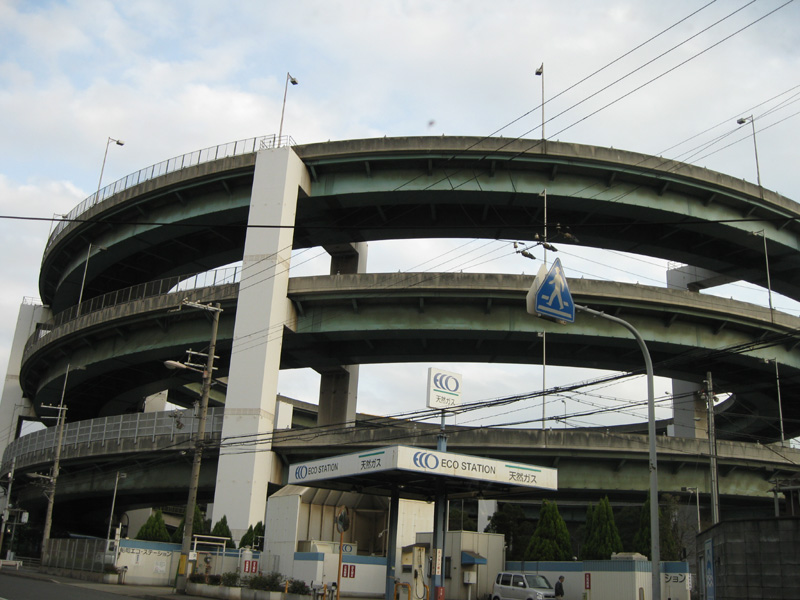
ループの部分

新木津川大橋（しんきづがわおおはし）は、大阪市大正区船町1丁目と大阪市住之江区柴谷2丁目の間の木津川に架かるアーチ橋である。
中央部の橋長は495m、中央部のスパンは305m、総延長は2.4km、幅員は11.25m。アーチ橋としては完成当時日本最長で、また世界でも14位の規模を誇った。

## 概要
大阪市南西部に環状道路網を形成し、流通をスムーズにする目的で架設された。1994年に完成。
木津川の両岸には工業地帯が広がり、大型船が往来する関係で、橋の高さは最高地点で水面上50mの高さになっている。その関係で、取り付け道路部分が通常の橋と比較して長くなり、北側（大正区側）では3重のループになっている。この高さでは歩行者・自転車の利用が困難であるため、橋に沿って木津川渡という渡し船が運行されている。
施工は、片山ストラテック・川田工業・栗本鐵工所・駒井鉄工・サクラダ・高田機工・日本鋼管・日本鉄塔工業・日立造船・松尾橋梁・三井造船・日本橋梁・川崎重工業ＪＶと三菱重工業・横河ブリッジである。